# 수작남녀 - CRAFTSMAN
《수작남녀 - CRAFTSMAN》는 대한민국의 SBS에 2019년 9월 13일 방송된 추석 특집 예능 프로그램이다.

## 기획 의도
수작(秀作)을 만들어낸 미다스의 손들과 그 노하우를 전수받은 연예인이 함께 새로운 작품에 도전하는 수작(手作)의 프로젝트를 담은 리얼리티 프로그램이다.

## 방송 시간
| 방송 채널 | 방송 기간       | 방송 시간     | 비고 |
| --------- | --------------- | ------------- | ---- |
| SBS       | 2019년 9월 13일 | 18:00 ~ 19:00 | 1부  |
| SBS       | 2019년 9월 13일 | 19:00 ~ 20:00 | 2부  |

## 출연진
- 배성재
- 이지혜

## 같이 보기
- 수작